# ナニー・マクフィーの魔法のステッキ
『ナニー・マクフィーの魔法のステッキ』（原題: Nanny McPhee）は、2005年製作のイギリスの映画。原作は推理作家として知られるクリスティアナ・ブランドの児童小説マチルダばあや（Nurse Matilda）シリーズ（第一作『マチルダばあやといたずらきょうだい』、第二作『マチルダばあや、ロンドンへ行く』は日本語訳あり）。タイトル・ロールであるナニー・マクフィーを演じたエマ・トンプソンが、自ら脚本を執筆した。

## キャスト
| 役名                     | 俳優                         | 日本語吹き替え | 日本語吹き替え |
| 役名                     | 俳優                         | 劇場公開版     | DVD・BD版      |
| ------------------------ | ---------------------------- | -------------- | -------------- |
| ナニー・マクフィー       | エマ・トンプソン             | 高島雅羅       | 幸田直子       |
| セドリック・ブラウン     | コリン・ファース             | 江原正士       | 木下浩之       |
| エヴァンジェリン         | ケリー・マクドナルド         | 中村千絵       | 佐古真弓       |
| サイモン・ブラウン       | トーマス・サングスター       |                | 池田恭祐       |
| トーラ・ブラウン         | イライザ・ベネット           |                | 桐江杏奈       |
| リリー・ブラウン         | ジェニファー・レイ・デイキン |                | 小薗江愛理     |
| エリック・ブラウン       | ラファエル・コールマン       | 本城雄太郎     | 海鋒拓也       |
| セバスチャン・ブラウン   | サム・ハニーウッド           |                | 小野隆世       |
| クリスティアナ・ブラウン | ホリー・ギブス               | 山口愛         | 宮本侑芽       |
| アガサ・ブラウン         | ヘーベ&ジニア・バーンズ      |                | 諸星すみれ     |
| アデレード大おばさん     | アンジェラ・ランズベリー     |                | 福田公子       |
| クイックリー夫人         | セリア・イムリー             | 峰あつ子       | 定岡小百合     |
| ブレザーウィック夫人     | イメルダ・スタウントン       |                | 小宮和枝       |
| ウィーン氏               | デレク・ジャコビ             |                | 西村知道       |
| ジャウルス氏             | パトリック・バーロウ         |                | 中博史         |